# Federal Trade Commission
Pour les articles homonymes, voir FTC.
La Federal Trade Commission (FTC) (littéralement, « Commission fédérale du commerce ») est une agence indépendante du gouvernement des États-Unis, créée en 1914 par le Federal Trade Commission Act (en). Sa mission principale est l'application du droit de la consommation et le contrôle des pratiques anticoncurrentielles.
La création de la FTC fut l'une des principales actions du président Woodrow Wilson contre les trusts.

## Présidents de la FTC
Désignés par ses membres
- 1915-1916 : Joseph E. Davies
- 1916-1917 : Edward N. Hurley (en)
- 1917-1918 : William J. Harris (en)
- 1918-1919 : William Byron Colver (en)
- 1919 : John Franklin Fort (en)
- 1919-1920 : Victor Murdock (en)
- 1920-1921 : Samuel Huston Thompson (en)
- 1921-1922 : Nelson B. Gaskill (en)
- 1922-1923 : Victor Murdock (en)
- 1923-1924 : Samuel Huston Thompson (en)
- 1924-1925 : Vernon W. Van Fleet (en)
- 1925-1926 : John F. Nugent (en)
- 1926-1927 : Charles W. Hunt (en)
- 1927-1928 : William E. Humphrey (en)
- 1928-1929 : Abram F. Myers (en)
- 1929 : Edgar A. McCulloch (en)
- 1930 : Garland S. Ferguson (en)
- 1931 : Charles W. Hunt (en)
- 1932 : William E. Humphrey (en)
- 1933 : Charles H. March (en)
- 1934 : Garland S. Ferguson (en)
- 1935 : Ewin L. Davis (en)
- 1936 : Charles H. March (en)
- 1937 : William Augustus Ayres (en)
- 1938 : Garland S. Ferguson (en)
- 1939 : Robert E. Freer (en)
- 1940 : Ewin L. Davis (en)
- 1941 : Charles H. March (en)
- 1942 : William Augustus Ayres (en)
- 1943 : Garland S. Ferguson (en)
- 1944 : Robert E. Freer (en)
- 1945 : Ewin L. Davis (en)
- 1946 : William Augustus Ayres (en)
- 1947 : Garland S. Ferguson (en)
- 1948 : Robert E. Freer (en)
- 1949-1950 : Lowell B. Mason (en)

Désignés par le président des États-Unis
- 1950-1953 : James M. Mead (en)
- 1953-1959 : Edward F. Howrey (en)
- 1955-1959 : John W. Gwynne (en)
- 1959-1961 : Earl W. Kintner (en)
- 1961-1969 : Paul Rand Dixon (en)
- 1970 : Caspar Weinberger
- 1970-1973 : Miles Kirkpatrick (en)
- 1973-1975 : Lewis A. Engman (en)
- 1976-1977 : Calvin J. Collier (en)
- 1977-1981 : Michael Pertschuk (en)
- 1981-1985 : James C. Miller III (en)
- 1986-1989 : Daniel Oliver
- 1989-1995 : Janet Dempsey Steiger (en)
- 1995-2001 : Robert Pitofsky (en)
- 2001-2004 : Timothy Muris (en)
- 2004-2008 : Deborah Platt Majoras (en)
- 2009-2013 : Jon Leibowitz (en)
- 2013-2018 : Edith Ramirez (en)
- 2018-2021 : Joseph Simons
- 2021-2025 : Lina Khan
- Depuis 2025 : Andrew N. Ferguson (en)